# Frekvencijsko skaliranje
Frekvencijsko skaliranje (također poznato pod nazivom podizanje frekvencije) je u računalnoj arhitekturi kao tehnika podizanja frekvencije procesora a u cilju postizanja povećanja performansi. Podizanje frekvencije je bila glavna vodilja povećanja performansi procesora od sredine 1980-ih do kraja 2004. Utjecaj frekvencije procesora na brzinu računala može se vidjeti iz izraza za brzinu izvođenja računalnog programa:
{\displaystyle Izvodenje={\frac {Instrukcija}{Program}}\times {\frac {Ciklus}{Instrukcija}}\times {\frac {Sekunda}{Ciklus}}}
gdje su instrukcije po programa ukupan broj izvršenih instrukcija danog programa, ciklusi po instrukciji su ovisni o programu, o arhitekturi ovisna srednja vrijednost, i sekunda po ciklusu je po definiciji inverzna frekvenciji. Tako povećanje frekvencije skraćuje vrijeme izvođenja. Potrošnja energije u čipu dana je izrazom
{\displaystyle P=C\times V^{2}\times F}
gdje je P snaga, C je Kapacitet prebacivanja po signalu takta, V je Napon, i F je frekvencija procesora (Ciklusi u sekundi). Tako povećanje frekvencije povećava količinu snage koju koristi procesor. Povećanjem procesorove potrošnje energije dovelo je do Intelovog otkazivanja u Svibnju 2004 Tejas i Jayhawk procesora, što se općenito uzima kao kraj frekvenijskog skaliranja kao dominantne paradigme računalne arhitekture.
Mooreov zakon je empirijsko opažanje koje opisuje udvostručavanje gustoće tranzistora u mikroprocesoru u periodu od 18 do 24 mjeseci. Usprkos problemima s disipacijom i ponavljanim predviđanjima kraja, Mooreov zakon još uvijek vrijedi. S krajem frekvencijskog skaliranja, dodatni tranzistori (koji se više ne koriste za frekvencijsko skaliranje) se mogu iskoristiti kako bi dodali dodatni hardver, kao što su dodatne jezgre, što omogućava paralelnu obradu - tehniku koja se još naziva paralelno skaliranje.
Kraj frekvencijskog skaliranja kao glavnog uzroka rasta procesorskih performansi dovelo je do širokog prelaska industrije na paralelnu obradu u obliku Višejezgrenih procesora.